# Temporada 1989-90 de los Sacramento Kings
La temporada 1989-90 fue la quinta de los Kings en la NBA en su ubicación en Sacramento, California, y la cuadragésimo segunda en la liga, tras jugar las últimas trece en Kansas City. La temporada regular acabó con 23 victorias y 59 derrotas, ocupando el duodécimo puesto de la Conferencia Oeste, no logrando clasificarse para los playoffs.

## Elecciones en elDraft
| Ronda | Puesto | Jugador        | Posición | Nacionalidad   | Universidad |
| ----- | ------ | -------------- | -------- | -------------- | ----------- |
| 1     | 1      | Pervis Ellison | Pívot    | Estados Unidos | Louisville  |

## Temporada regular
| División Pacífico        | División Pacífico | División Pacífico | División Pacífico | División Pacífico | División Pacífico | División Pacífico | División Pacífico | División Pacífico |
| Equipo                   | G                 | P                 | %                 | PD                | Casa              | Fuera             | Div               |                   |
| ------------------------ | ----------------- | ----------------- | ----------------- | ----------------- | ----------------- | ----------------- | ----------------- | ----------------- |
| y-Los Angeles Lakers     | 63                | 19                | .768              | –                 | 37–4              | 26–15             | 22–6              |                   |
| x-Portland Trail Blazers | 59                | 23                | .720              | 4                 | 35–6              | 24–17             | 20–8              |                   |
| x-Phoenix Suns           | 54                | 28                | .659              | 9                 | 32–9              | 22–19             | 20–8              |                   |
| Seattle SuperSonics      | 41                | 41                | .500              | 22                | 30–11             | 11–30             | 11–17             |                   |
| Golden State Warriors    | 37                | 45                | .451              | 26                | 27–14             | 10–31             | 11–17             |                   |
| Los Angeles Clippers     | 30                | 52                | .366              | 33                | 20–21             | 10–31             | 7–21              |                   |
| Sacramento Kings         | 23                | 59                | .280              | 40                | 16–25             | 7–34              | 7–21              |                   |

## Estadísticas
| Rk | Jugador         | Edad | P  | PT | MP   | TC  | TCI  | %TC  | T3  | T3I | %T3   | TL  | TLI | %TL   | RO  | RD  | RT  | AS  | RB  | TAP | BP  | FP  | PTS  |
| -- | --------------- | ---- | -- | -- | ---- | --- | ---- | ---- | --- | --- | ----- | --- | --- | ----- | --- | --- | --- | --- | --- | --- | --- | --- | ---- |
| 1  | Rodney McCray   | 28   | 82 | 82 | 39.5 | 6.5 | 12.7 | .515 | 0.1 | 0.5 | .262  | 3.3 | 4.2 | .784  | 2.3 | 5.8 | 8.2 | 4.6 | 0.7 | 0.9 | 2.1 | 2.1 | 16.6 |
| 2  | Kenny Smith     | 24   | 46 | 46 | 38.0 | 6.1 | 13.2 | .461 | 0.5 | 1.3 | .373  | 2.3 | 2.8 | .809  | 0.2 | 2.4 | 2.6 | 6.6 | 1.2 | 0.2 | 2.7 | 2.1 | 15.0 |
| 3  | Wayman Tisdale  | 25   | 79 | 79 | 37.2 | 9.2 | 17.5 | .525 | 0.0 | 0.1 | .000  | 3.9 | 4.9 | .783  | 2.3 | 5.2 | 7.5 | 1.4 | 0.7 | 0.7 | 1.9 | 3.2 | 22.3 |
| 4  | Danny Ainge     | 30   | 75 | 68 | 36.4 | 6.7 | 15.4 | .438 | 1.4 | 3.9 | .374  | 3.0 | 3.6 | .831  | 0.9 | 3.4 | 4.3 | 6.0 | 1.5 | 0.2 | 2.5 | 3.2 | 17.9 |
| 5  | Antoine Carr    | 28   | 33 | 4  | 28.0 | 6.9 | 14.3 | .482 | 0.0 | 0.1 | .000  | 4.8 | 5.9 | .806  | 2.0 | 3.3 | 5.2 | 2.0 | 0.5 | 1.0 | 2.2 | 3.6 | 18.6 |
| 6  | Pervis Ellison  | 22   | 34 | 22 | 25.5 | 3.3 | 7.4  | .442 | 0.0 | 0.1 | .000  | 1.4 | 2.3 | .628  | 1.9 | 3.9 | 5.8 | 1.9 | 0.5 | 1.7 | 1.8 | 3.9 | 8.0  |
| 7  | Vinny Del Negro | 23   | 76 | 29 | 24.4 | 3.9 | 8.5  | .462 | 0.1 | 0.4 | .313  | 1.8 | 2.0 | .871  | 0.5 | 2.1 | 2.6 | 3.3 | 0.8 | 0.1 | 1.5 | 2.4 | 9.7  |
| 8  | Harold Pressley | 26   | 72 | 10 | 22.3 | 3.3 | 7.9  | .424 | 0.6 | 2.1 | .311  | 1.5 | 2.0 | .780  | 1.3 | 3.0 | 4.3 | 2.1 | 0.8 | 0.5 | 1.2 | 2.1 | 8.8  |
| 9  | Greg Kite       | 28   | 71 | 47 | 21.3 | 1.4 | 3.3  | .432 | 0.0 | 0.0 | 1.000 | 0.4 | 0.8 | .500  | 1.8 | 3.5 | 5.3 | 1.1 | 0.4 | 0.7 | 1.1 | 2.8 | 3.2  |
| 10 | Sedric Toney    | 27   | 32 | 9  | 21.3 | 1.8 | 5.6  | .320 | 0.5 | 1.6 | .320  | 1.4 | 1.8 | .793  | 0.3 | 1.1 | 1.4 | 3.8 | 0.7 | 0.0 | 1.6 | 2.2 | 5.5  |
| 11 | Ralph Sampson   | 29   | 26 | 7  | 16.0 | 1.8 | 5.0  | .372 | 0.0 | 0.2 | .250  | 0.5 | 0.9 | .522  | 0.4 | 2.8 | 3.2 | 1.1 | 0.5 | 0.8 | 1.3 | 2.5 | 4.2  |
| 12 | Randy Allen     | 25   | 63 | 6  | 11.8 | 1.7 | 3.8  | .444 | 0.0 | 0.1 | .000  | 0.4 | 0.7 | .535  | 0.8 | 1.4 | 2.2 | 0.4 | 0.3 | 0.3 | 0.4 | 1.6 | 3.7  |
| 13 | Henry Turner    | 23   | 36 | 1  | 8.8  | 1.6 | 3.4  | .475 | 0.0 | 0.1 | .000  | 1.1 | 1.8 | .615  | 0.6 | 0.8 | 1.4 | 0.6 | 0.5 | 0.2 | 0.7 | 1.1 | 4.3  |
| 14 | Mike Williams   | 26   | 16 | 0  | 5.5  | 0.4 | 0.9  | .429 | 0.0 | 0.1 | .000  | 0.2 | 0.4 | .500  | 0.3 | 1.1 | 1.4 | 0.1 | 0.2 | 0.4 | 0.2 | 1.8 | 0.9  |
| 15 | Michael Jackson | 25   | 17 | 0  | 3.4  | 0.2 | 0.6  | .273 | 0.1 | 0.1 | .500  | 0.2 | 0.4 | .500  | 0.1 | 0.3 | 0.4 | 0.5 | 0.3 | 0.0 | 0.2 | 0.2 | 0.6  |
| 16 | Greg Stokes     | 26   | 11 | 0  | 3.1  | 0.1 | 0.8  | .111 | 0.0 | 0.0 |       | 0.2 | 0.2 | 1.000 | 0.2 | 0.3 | 0.5 | 0.0 | 0.0 | 0.0 | 0.3 | 0.7 | 0.4  |